# Lilla Sierrejaure
Lilla Sierrejaure är en sjö i Arvidsjaurs kommun i Lappland och ingår i Byskeälvens huvudavrinningsområde.